# Joseph Roller
Joseph „Josy“ Roller (* 21. August 1929 in Esch-sur-Alzette; † 4. Januar 1988 in Differdingen) war ein luxemburgischer Fußballspieler.

## Karriere

### Vereine
Roller spielte sieben Jahre lang ausschließlich für den FC Progrès Niederkorn und ausschließlich in der Ehrendivision, der bis Saisonende 1956/57 unter diesem Namen höchsten Spielklasse im luxemburgischen Fußball. Das Saisonende 1952/53 schloss er mit seiner Mannschaft als Erstplatzierter ab und gewann mit der Meisterschaft seinen einzigen Titel in seiner Spielerkarriere.

### Nationalmannschaft
Für die A-Nationalmannschaft bestritt er vier Länderspiele, in denen er drei Tore erzielte. Sein Debüt gab er am 23. Dezember 1951 im Essener Uhlenkrugstadion bei der 1:4-Niederlage im Freundschaftsspiel gegen die Nationalmannschaft Deutschlands. Gegen diese spielte er auch am 20. April 1952 bei der 0:3-Niederlage im Josy-Barthel-Stadion in Luxemburg. Mit der Mannschaft nahm er am olympischen Fußballturnier 1952 in Helsinki teil. Bei seinem Vorrundeneinsatz am 16. Juli in Lahti bezwang er mit seiner Mannschaft die Britische Nationalmannschaft mit 5:3 nach Verlängerung. Mit seinem Tor zum 1:1 in der 60. Minute erzwang er diese, in der er zwei weitere Tore zum 3:1 und 4:1 innerhalb von zwei Minuten beitrug. Vier Tage später gehörte er der (spielenden) Mannschaft an, die in Kotka das Achtelfinale gegen die Nationalmannschaft Brasiliens mit 1:2 verlor.
Gegen zwei Amateur- und elf B-Nationalmannschaften (davon 6 × gegen Belgien und je 1 × gegen Frankreich, Norwegen, Österreich, Schweiz, Spanien) kam er in einem Zeitraum von 1950 bis 1955 ebenfalls zum Einsatz, finden jedoch in der offiziellen Statistik keine Berücksichtigung.

## Erfolge
- Luxemburgischer Meister 1953